# Министр иностранных дел США
Министр иностранных дел США, точнее Секретарь иностранных дел Соединённых Штатов Америки (англ. United States Secretary of Foreign Affairs) — министерский пост, существовавший в правительстве Соединенных Штатов Америки с 10 января 1781 по 15 сентября 1789, отвечавший за иностранные дела и ведавший внешними сношениями.

## История
Статьи Конфедерации разрешили Континентальному Конгрессу избирать "такие комитеты и гражданских чиновников, которые могут быть необходимы для управления общими делами Соединенных Штатов".
10 января 1780 Второй Континентальный Конгресс создал министерство иностранных дел.
10 августа 1781 Конгресс избрал Роберта Р. Ливингстона, делегата из Нью-Йорка, первым министром иностранных дел. Ливингстон был неспособен занять свой пост до 20 октября 1781. Он служил до 4 июня 1783, когда ему наследовал Джон Джей, который служил до 4 марта 1789, когда правительство согласно Статьям Конфедерации уступило правительству согласно Конституции. 
| Министры иностранных дел США | Министры иностранных дел США  |
| ---------------------------- | ----------------------------- |
| Роберт Р. Ливингстон         | 20 октября 1781 — 4 июня 1783 |
| Джон Джей                    | 7 мая 1784 — 4 марта 1789     |

Должность министра иностранных дел и министерство иностранных дел были восстановлены в соответствии с законом, подписанным Джорджем Вашингтоном 27 июля 1789. Однако, прежде чем должность была замещена, 15 сентября 1789 Вашингтон подписал в законе другой акт, который изменил название должности с "Секретаря иностранных дел" на "Государственный секретарь", изменив название министерства на Государственный департамент, и добавил несколько внутренних полномочий и обязанностей к должности секретаря и департаменту.
| Исполняющий обязанности министра иностранных дел США   | Исполняющий обязанности министра иностранных дел США |
| ------------------------------------------------------ | ---------------------------------------------------- |
| Джон Джей                                              | 27 июля — 15 сентября 1789                           |
| Исполняющий обязанности Государственного Секретаря США |                                                      |
| Джон Джей                                              | 15 сентября 1789 — 22 марта 1790                     |